# 維德特鎮區 (阿肯色州富爾頓縣)
維德特鎮區（英語：Vidette Township）是位於美國阿肯色州富爾頓縣的一個行政鎮區。

## 地方資料
維德特鎮區的面積為124.69平方千米，當中陸地面積為124.69平方千米，而水域面積為0.00平方千米。根據2010年美國人口普查的數據，當地共有人口467人，而人口密度為每平方千米3.75人。